# Klyxum flaccidum
Klyxum flaccidum är en korallart som först beskrevs av Tixier-Durivault 1966.  Klyxum flaccidum ingår i släktet Klyxum och familjen Alcyonidae. Inga underarter finns listade i Catalogue of Life.